# Natação no Campeonato Europeu de Esportes Aquáticos de 2021 - 100 m borboleta feminino
A prova dos 100 metros borboleta feminino da natação no Campeonato Europeu de Esportes Aquáticos de 2021 ocorreu nos dias 17 e 18 de maio na Arena Danúbio, em Budapeste na Hungria. 

## Calendário
| Fase          | Data       | Hora  |
| ------------- | ---------- | ----- |
| Eliminatórias | 17 de maio | 11:03 |
| Semifinal     | 17 de maio | 18:31 |
| Final         | 18 de maio | 18:18 |

Todos os horários estão no horário local (UTC+1)

## Recordes
Antes desta competição, os recordes eram os seguintes:
|                       | Nadadora       | Tempo | Local          | Data                |
| --------------------- | -------------- | ----- | -------------- | ------------------- |
| Recorde mundial       | Sarah Sjöström | 55.48 | Rio de Janeiro | 7 de agosto de 2016 |
| Recorde europeu       | Sarah Sjöström | 55.48 | Rio de Janeiro | 7 de agosto de 2016 |
| Recorde do campeonato | Sarah Sjöström | 55.89 | Londres        | 20 de maio de 2016  |

## Medalhistas
| Ouro                                         | Bronze               |
| Anna Ntountounaki (GRE) · Marie Wattel (FRA) | Louise Hansson (SWE) |

## Resultados

### Eliminatórias
Esses foram os resultados das eliminatórias. 
| Pos. | Bateria | Raia | Nadadora                      | Nacionalidade        | Tempo   | Notas |
| ---- | ------- | ---- | ----------------------------- | -------------------- | ------- | ----- |
| 1    | 6       | 4    | Louise Hansson                | Suécia               | 57.06   | Q     |
| 2    | 4       | 4    | Marie Wattel                  | França               | 57.69   | Q     |
| 3    | 4       | 5    | Arina Surkova                 | Rússia               | 57.89   | Q     |
| 4    | 5       | 3    | Svetlana Chimrova             | Rússia               | 58.05   | Q     |
| 5    | 5       | 4    | Anastasiya Shkurdai           | Bielorrússia         | 58.26   | Q     |
| 6    | 6       | 5    | Elena Di Liddo                | Itália               | 58.29   | Q     |
| 7    | 5       | 6    | Anna Ntountounaki             | Grécia               | 58.31   | Q     |
| 8    | 5       | 5    | Ilaria Bianchi                | Itália               | 58.40   | Q     |
| 9    | 4       | 6    | Laura Stephens                | Reino Unido          | 58.71   | Q     |
| 10   | 4       | 7    | Paulina Peda                  | Polónia              | 58.90   | Q     |
| 11   | 5       | 7    | Kimberly Buys                 | Bélgica              | 59.10   | Q     |
| 11   | 5       | 0    | Dalma Sebestyén               | Hungria              | 59.10   | Q     |
| 13   | 6       | 6    | Angelina Köhler               | Alemanha             | 59.12   | Q     |
| 14   | 6       | 3    | Emilie Beckmann               | Dinamarca            | 59.34   | Q     |
| 15   | 4       | 3    | Harriet Jones                 | Reino Unido          | 59.36   | Q     |
| 16   | 5       | 8    | Maria Ugolkova                | Suíça                | 59.39   | Q     |
| 17   | 5       | 2    | Alys Thomas                   | Reino Unido          | 59.46   |       |
| 18   | 4       | 1    | Anastasiya Kuliashova         | Bielorrússia         | 59.59   |       |
| 19   | 3       | 2    | Sara Junevik                  | Suécia               | 59.62   |       |
| 20   | 6       | 7    | Keanna MacInnes               | Reino Unido          | 59.64   |       |
| 21   | 6       | 9    | Panna Ugrai                   | Hungria              | 59.77   |       |
| 22   | 4       | 8    | Antonella Crispino            | Itália               | 59.79   |       |
| 23   | 6       | 1    | Amina Kajtaz                  | Bósnia e Herzegovina | 59.87   |       |
| 24   | 6       | 2    | Maaike de Waard               | Países Baixos        | 1:00.09 |       |
| 25   | 3       | 7    | Barbora Janíčková             | Chéquia              | 1:00.11 |       |
| 26   | 2       | 4    | Tamara Potocká                | Eslováquia           | 1:00.28 |       |
| 27   | 5       | 1    | Klaudia Naziębło              | Polónia              | 1:00.33 |       |
| 28   | 3       | 4    | Aina Hierro                   | Espanha              | 1:00.52 |       |
| 29   | 4       | 0    | Dóra Hatházi                  | Hungria              | 1:00.54 |       |
| 30   | 1       | 6    | Hanna Rosvall                 | Suécia               | 1:00.60 |       |
| 31   | 2       | 5    | Alba Guillamón                | Espanha              | 1:00.77 |       |
| 31   | 2       | 8    | Nida Eliz Üstündağ            | Turquia              | 1:00.77 |       |
| 33   | 3       | 5    | Ana Monteiro                  | Portugal             | 1:00.83 |       |
| 34   | 4       | 9    | Laura Lahtinen                | Finlândia            | 1:00.85 |       |
| 35   | 5       | 9    | Tessa Giele                   | Países Baixos        | 1:00.96 |       |
| 36   | 2       | 6    | Zora Ripková                  | Eslováquia           | 1:01.24 |       |
| 37   | 6       | 0    | Paulina Nogaj                 | Polónia              | 1:01.25 |       |
| 38   | 3       | 1    | Claudia Hufnagl               | Áustria              | 1:01.42 |       |
| 38   | 6       | 8    | Alexandra Touretski           | Suíça                | 1:01.42 |       |
| 40   | 3       | 3    | Jenna Laukkanen               | Finlândia            | 1:01.51 |       |
| 41   | 2       | 2    | Maryam Sheikhalizadehkhanghah | Azerbaijão           | 1:01.63 |       |
| 42   | 3       | 0    | Ida Liljeqvist                | Suécia               | 1:01.70 |       |
| 43   | 2       | 3    | Nina Stanisavljević           | Sérvia               | 1:01.78 |       |
| 44   | 3       | 8    | Ieva Maļuka                   | Letônia              | 1:01.90 |       |
| 44   | 2       | 1    | Réka Nyirádi                  | Hungria              | 1:01.90 |       |
| 44   | 3       | 9    | Julia Ullmann                 | Suíça                | 1:01.90 |       |
| 47   | 3       | 6    | Viktoriya Kostromina          | Ucrânia              | 1:02.43 |       |
| 48   | 2       | 9    | Tanja Popović                 | Sérvia               | 1:02.56 |       |
| 49   | 4       | 2    | Roos Vanotterdijk             | Bélgica              | 1:02.70 |       |
| 50   | 2       | 7    | Alina Vedehhova               | Estónia              | 1:02.76 |       |
| 51   | 1       | 4    | Emma Marušáková               | Eslováquia           | 1:02.92 |       |
| 52   | 2       | 0    | Tamara Schaad                 | Suíça                | 1:03.03 |       |
| 53   | 1       | 5    | Katie Rock                    | Albânia              | 1:07.27 |       |
| 54   | 1       | 3    | Martta Ruuska                 | Finlândia            | 1:08.56 |       |

### Semifinal
Esses foram os resultados das semifinais. 
Semifinal 1
| Pos. | Raia | Nadadora          | Nacionalidade | Tempo   | Notas |
| ---- | ---- | ----------------- | ------------- | ------- | ----- |
| 1    | 4    | Marie Wattel      | França        | 57.48   | Q     |
| 2    | 5    | Svetlana Chimrova | Rússia        | 57.62   | Q     |
| 3    | 3    | Elena Di Liddo    | Itália        | 57.88   | q     |
| 4    | 6    | Ilaria Bianchi    | Itália        | 58.06   | q     |
| 5    | 1    | Emilie Beckmann   | Dinamarca     | 58.24   |       |
| 6    | 8    | Maria Ugolkova    | Suíça         | 58.56   |       |
| 7    | 2    | Paulina Peda      | Polónia       | 59.27   |       |
| 8    | 7    | Kimberly Buys     | Bélgica       | 1:00.18 |       |

Semifinal 2
| Pos. | Raia | Nadadora            | Nacionalidade | Tempo | Notas |
| ---- | ---- | ------------------- | ------------- | ----- | ----- |
| 1    | 4    | Louise Hansson      | Suécia        | 56.73 | Q     |
| 2    | 6    | Anna Ntountounaki   | Grécia        | 57.77 | Q, =  |
| 2    | 5    | Arina Surkova       | Rússia        | 57.77 | Q     |
| 4    | 3    | Anastasiya Shkurdai | Bielorrússia  | 57.92 | q     |
| 5    | 2    | Laura Stephens      | Reino Unido   | 58.45 |       |
| 6    | 1    | Angelina Köhler     | Alemanha      | 58.64 |       |
| 7    | 7    | Dalma Sebestyén     | Hungria       | 58.85 |       |
| 8    | 8    | Harriet Jones       | Reino Unido   | 59.05 |       |

### Final
Esse foi o resultado da final. 
| Pos.              | Raia | Nadadora            | Nacionalidade | Tempo | Notas            |
| ----------------- | ---- | ------------------- | ------------- | ----- | ---------------- |
| Medalha de ouro   | 6    | Anna Ntountounaki   | Grécia        | 57.37 | Recorde nacional |
| Medalha de ouro   | 5    | Marie Wattel        | França        | 57.37 |                  |
| Medalha de bronze | 4    | Louise Hansson      | Suécia        | 57.56 |                  |
| 4                 | 3    | Svetlana Chimrova   | Rússia        | 57.65 |                  |
| 5                 | 7    | Elena Di Liddo      | Itália        | 58.05 |                  |
| 6                 | 1    | Anastasiya Shkurdai | Bielorrússia  | 58.10 |                  |
| 7                 | 2    | Arina Surkova       | Rússia        | 58.21 |                  |
| 8                 | 8    | Ilaria Bianchi      | Itália        | 58.41 |                  |

Legenda
| Recorde mundial       | Recorde mundial (World record)               |                       | Recorde africano                      | Recorde africano (African) |                                           | Q | Classificado por posição (Qualified) |
| Recorde do campeonato | Recorde do campeonato (Championship record)  | Recorde da América    | Recorde da América (Americas)         | q                          | Classificado por melhor tempo (Qualified) |   |                                      |
| Melhor marca do ano   | Melhor marca do ano (World leading)          | Recorde asiático      | Recorde asiático (Asian)              | DNS                        | Não largou (Did not start)                |   |                                      |
| Recorde nacional      | Recorde nacional (National record)           | Recorde europeu       | Recorde europeu (European)            | DNF                        | Não terminou (Did not finish)             |   |                                      |
| Recorde pessoal       | Recorde pessoal do atleta (Personal best)    | Recorde da Oceania    | Recorde da Oceania (Oceania)          | DSQ / DQ                   | Desclassificado (Disqualified)            |   |                                      |
| Recorde da temporada  | Recorde da temporada do atleta (Season best) | Recorde sul-americano | Recorde sul-americano (South America) | NM                         | Sem marca (No mark)                       |   |                                      |